# Земли

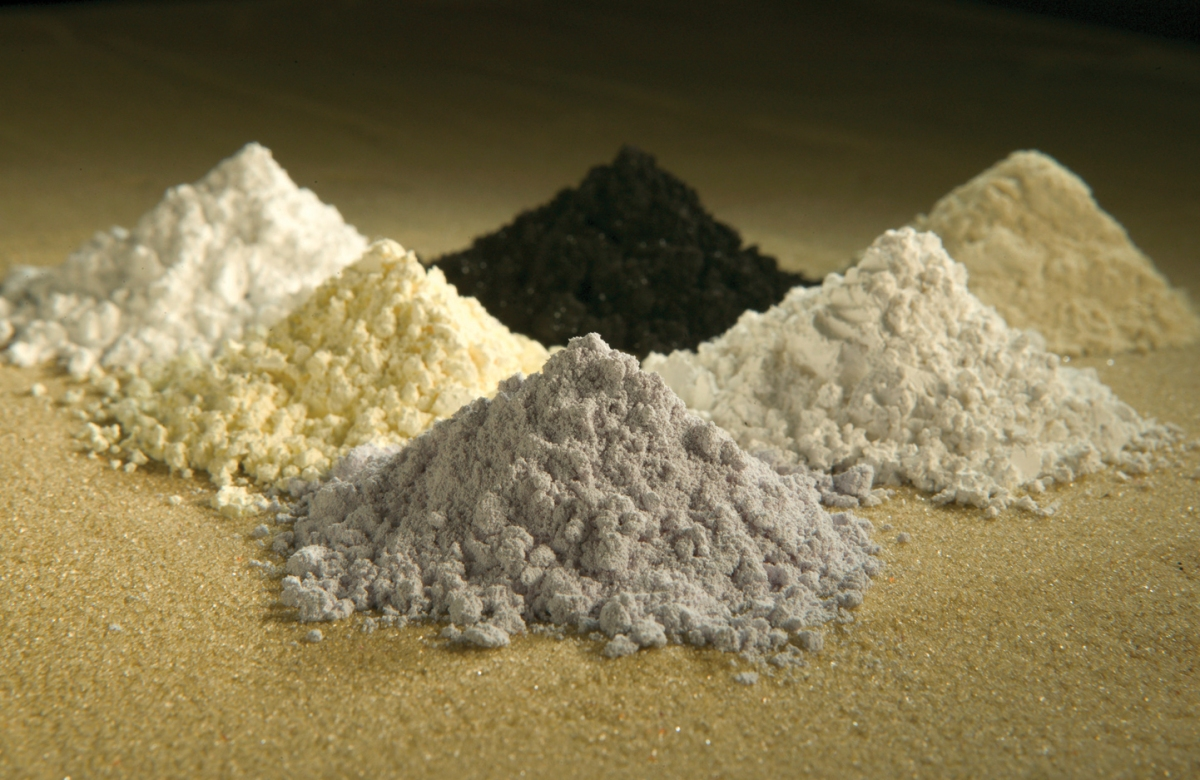
Оксиды «Земель». По часовой стрелке от центрального первого: празеодим, церий, лантан, неодим, самарий, гадолиний

Зе́мли (пер. с лат. terrae) — первоначальное научное название любых нерастворимых сыпучих и глинистых горных пород в геологии и оксидов в химии.

## Термин
Этим термином обозначали землистые, то есть рыхлые, легко растираемые в руках порошкообразные породы. Земли имели нерастворимые и тугоплавкие свойства, например глина. По этим признакам они выделялись в отдельную группу веществ, как соли или руды.
В настоящее время это название сохранилось в словах «кремнезём», «глинозём» и т. д., присутствует в терминах «редкоземельные элементы» и «щелочноземельные металлы».

## История
М. В. Ломоносов в каталоге Минерального кабинета Кунсткамеры Академии Наук от 1745 года впервые в России описывает и классифицирует коллекции различных земель, отличающихся по цвету, составу и даже вкусу или запаху. В каталоге встречаются названия: земля, называемая молоко луны; земля лекарственная; земля наподобие мелу и пр..
Каталог включает земли следующих видов:
- Глинистые жирные и мягкие земли
- Земли глинистые жирные, тугие
- Земли глинистые сухие, мягкие
- Сухие тугие глины
- Мелы
- Каменистые земли и марги.

В 1747 году И. Г. Валлериус разделил Минеральное царство на:
- Земли
- Камни (включая породы)
- Минералы (включая металлы и руды)
- Окаменелости

В 1758 году А. Ф. Кронштедт классифицировал минералы и горные породы на:
- Земли
- Соли
- Горючие породы
- Металлы

В 1801 году в России систематизацию и анализ земель «мокрым» и «сухим» путём впервые детально провёл и систематизировал В. М. Севергин. Он впервые выделил термин горные породы из понятий минерал, почвы, земли и пр..

## Классификация
С развитием химии и минералогии в XVIII веке глины, извести и прочие земли были отнесены к минеральному классу I «Земли и Камни», которые, в свою очередь, делились на несколько категорий. Прежде всего, среди земель выделяли две группы, простые и сложные (составные) земли, точнее говоря, состоящие из «одной или многих простых земель, в химическом смысле так называемых, то есть таких, коих ни какими до селе известными средствами далее разложить было не можно».:45 Кроме того, были выделены девять основных земель, все из которых считались простыми, исходя из комбинации которых можно было описывать состоящие из них земли сложные.

### Простые земли
Простые земли, по классификации А. Г. Вернера, актуальной в первой четверти XIX века, состоят из одного минерала. Основных простых земель насчитывалось девять видов.
- I. Кремнистая земля. Silica.
- II. Цирконная земля. Circonia.
- III. Иттрийiйская земля. Yttria.
- IV. Глицинная земля. Glicinia.
- V. Глинистая земля. Argilla.
- VI. Тальковая (магнезиальная) земля. Magnesia.
- VII. Известковая или известна́я земля. Calcarea.
- VIII. Стронцианная земля. Strontiana.
- IX. Тяжёлая земля. Baryta.[7]:45-46

Первые шесть назывались совершенными простыми землями, а последние три щелочными.:45-46 Также к простым землям иногда относили земляной уголь — бурый уголь.

### Редкие земли
- Лёгкие — цериевые минералы
- Тяжёлые — иттриевые минералы

В настоящее время этим термином обозначают особую группу химических элементов — редкоземельные элементы.